# Fünfkampf-Europameisterschaft 1973

Logo CEB (ausrichtender Verband)

Die Fünfkampf-Europameisterschaft 1973, auch Pentathlon-Europameisterschaft genannt, war das vierte Turnier in dieser Disziplin des Karambolagebillards und fand vom 20. bis zum 28. April 1973 in Deurne, einem Stadtteil von Antwerpen statt. Es war die erste Fünfkampf-Europameisterschaft in Belgien.

## Geschichte
Raymond Ceulemans holte sich in Deurne seinen Titel im Fünfkampf auf europäischer Ebene zurück. Da das Berechnungssystem der 'Portugiesischen Tabelle' überarbeitet wurde, waren die Leistungen mit der letzten EM nicht direkt zu vergleichen. Daher sind die gespielten Werte von Ceulemans neue Europarekorde. Für das Highlight dieser Meisterschaft sorgte aber der in Deurne lebende Ludo Dielis. Im Cadre 47/2 erreichte er Leistungen die noch nie gespielt wurden. Dielis beendete fünf Partien bis 400 Punkte in jeweils nur einer Aufnahme und stellet mit 217,20 einen Europarekord auf, der wohl in naher oder ferner Zukunft schwer zu überbieten sein wird. Da er fünf Partien in einer Aufnahme beendete und die sechste mit 10 Punkten begann steht damit der neue Europarekord in der prolongierten Serie bei 2010. Er verbesserte den alten Rekord von 1073, aufgestellt von Jean Marty 1966 in Bern, deutlich. Einen hervorragenden dritten Platz belegte der Berliner Dieter Müller, wobei der zweite Platz im Dreiband bemerkenswert ist.

## Modus
Gespielt wurde das ganze Turnier im Round Robin Modus.
1. PP = Partiepunkte
2. MP = Matchpunkte
3. VGD = Verhältnismäßiger Generaldurchschnitt
4. BVED = Bester Einzel Verhältnismäßiger Durchschnitt

Es wurde zur Berechnung des VGD die 'Portugiesische Tabelle' von 1972 angewendet. Hierbei werden die verschiedenen Disziplinen nach einer Formel berechnet. Die Welt-Meisterschaften (und natürlich auch die Europameisterschaften) im Fünfkampf ab 1965 waren auch unter dem Namen 'Neo Pentathlon' bekannt. Die 'Portugiesische Tabelle' wurde 1972 modifiziert. Dadurch sind die Durchschnitte vor 1972 nicht vergleichbar. Zur Berechnung der Partiepunkte wurden die erreichten Partiepunkte plus Punkte nach GD aus jeder Einzel-Disziplin errechnet.
Freie Partie: Distanz 500 Punkte
Cadre 47/2: Distanz 400 Punkte
Einband: Distanz 200 Punkte
Cadre 71/2: Distanz 300 Punkte
Dreiband: Distanz 60 Punkte

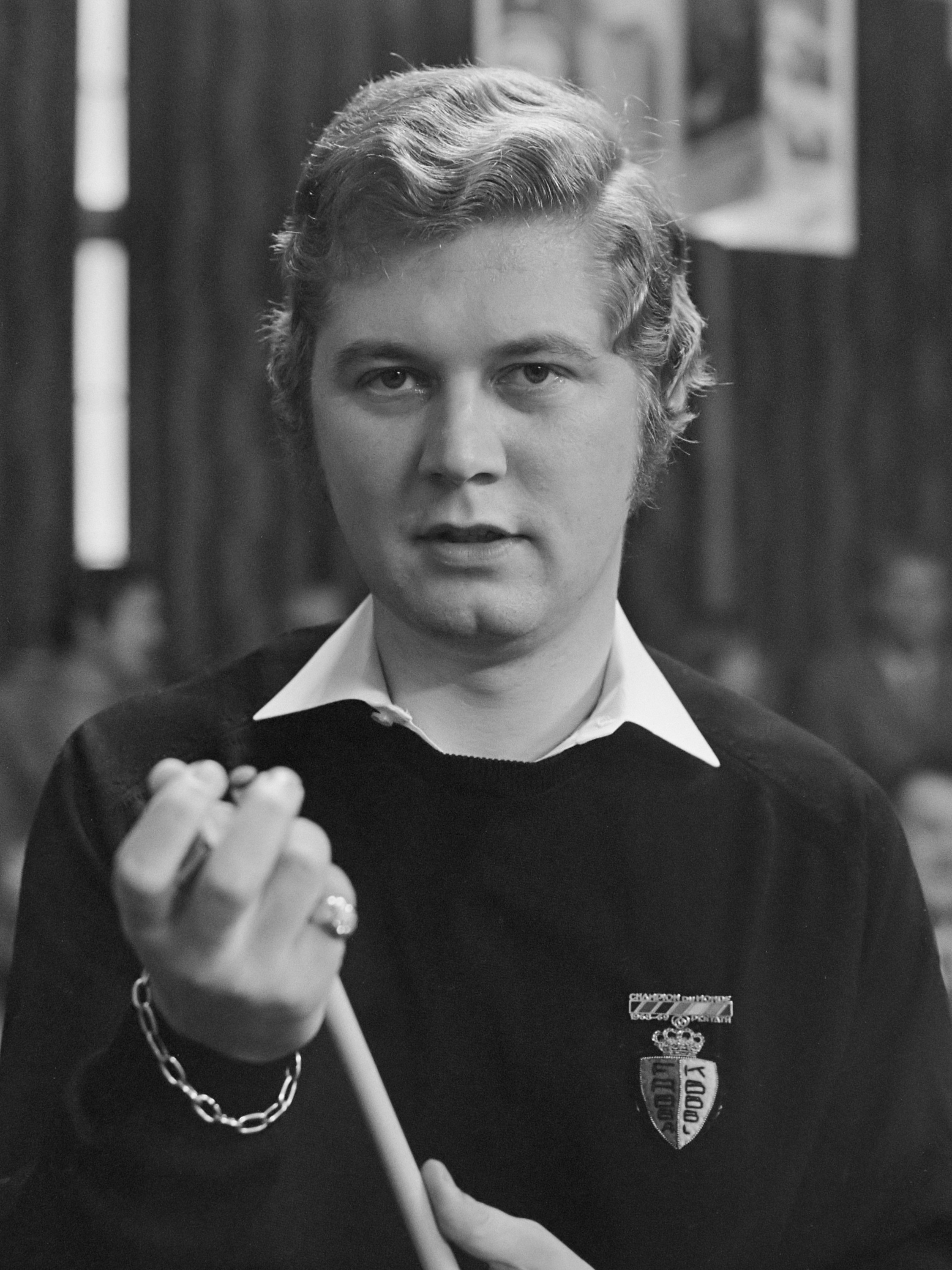
Ludo Dielis:
Erzielte eine außergewöhnliche Leistung im Cadre 47/2

Der Fünfkampf wurde auch in dieser Spielfolge gespielt.
In der Endtabelle wurden die erzielten Partiepunkte vor den Matchpunkten und dem VGD gewertet.

## Abschlusstabelle
| Legende | Legende                                       |
| --- | --------------------------------------------- |
| Abk. | Bedeutung                                     |
| Pkt. | erzielte Punkte                               |
| Aufn. | benötigte Aufnahmen                           |
| ED | Einzeldurchschnitt                            |
| GD | Generaldurchschnitt                           |
| VGD | Verhältnismässiger Generaldurchschnitt        |
| BMD | Bester Mannschaftsdurchschnitt                |
| BED | Bester Einzeldurchschnitt                     |
| BSD | Bester Satzdurchschnitt                       |
| BEVD | Bester Einzel Verhältnismässiger Durchschnitt |
| HS | Höchstserie                                   |
| MP | Match Points                                  |
| PP | Partie Punkte                                 |
| G-U-V | Gewonnen-Unentschieden-Verloren               |
| SV | Satzverhältnis                                |
| WRP | Weltranglistenpunkte                          |
| | 1. Platz (Gold)                               |
| | 2. Platz (Silber)                             |
| | 3. Platz (Bronze)                             |
| | Bester GD des Turniers/Runde                  |
| | Bester VGD des Turniers/Runde                 |
| | Bester ED des Turniers/Runde                  |
| | Bester BVGD des Turniers/Runde                |
| | Beste HS des Turniers/Runde                   |
| (Evtl. finden nicht alle Begriffe Anwendung oder einige sind nicht aufgeführt. Diese können in der Liste der Karambolage-Begriffe nachgesehen werden.) |                                               |

| Endklassement               | Endklassement        | Endklassement | Endklassement | Endklassement | Endklassement | Endklassement | Endklassement | Endklassement | Endklassement |
| Platz                       | Name                 | PP            | MP            | VGD           | BVED          |               |               |               |               |
| --------------------------- | -------------------- | ------------- | ------------- | ------------- | ------------- | ------------- | ------------- | ------------- | ------------- |
| 1                           | Raymond Ceulemans    | 84            | 12:0          | 286,35        | 553,38        |               |               |               |               |
| 2                           | Ludo Dielis          | 76            | 9:3           | 280,98        | 523,36        |               |               |               |               |
| 3                           | Dieter Müller        | 55            | 7:5           | 127,45        | 296,06        |               |               |               |               |
| 4                           | Francis Connesson    | 51            | 8:4           | 133,63        | 320,03        |               |               |               |               |
| 5                           | Jean Bessems         | 38            | 2:10          | 101,85        | 82,46         |               |               |               |               |
| 6                           | Ramon Aguilera       | 28            | 2:10          | 60,27         | 85,44         |               |               |               |               |
| 7                           | Heinrich Weingartner | 18            | 2:10          | 63,06         | 172,67        |               |               |               |               |
| Turnierdurchschnitt: 114,76 |                      |               |               |               |               |               |               |               |               |

## Disziplintabellen
| Platz                       | Name                 | MP  | Pkte. | Aufn. | GD     | BED    | HS   | VGD    |
| --------------------------- | -------------------- | --- | ----- | ----- | ------ | ------ | ---- | ------ |
| 1                           | Dieter Müller        | 8:4 | 2020  | 8     | 252,50 | 500,00 | 1500 | 252,50 |
| 2                           | Raymond Ceulemans    | 8:4 | 2479  | 16    | 154,93 | 500,00 | 630  | 154,93 |
| 3                           | Ludo Dielis          | 8:4 | 2237  | 17    | 131,58 | 500,00 | 984  | 131,58 |
| 4                           | Francis Connesson    | 5:7 | 2021  | 12    | 168,41 | 500,00 | 942  | 168,41 |
| 5                           | Ramon Aguilera       | 5:7 | 1719  | 32    | 53,71  | 166,66 | 352  | 53,71  |
| 6                           | Heinrich Weingartner | 4:8 | 1756  | 15    | 117,06 | 500,00 | 505  | 117,06 |
| 7                           | Jean Bessems         | 4:8 | 1482  | 18    | 82,33  | 250,00 | 334  | 82,33  |
| Turnierdurchschnitt: 116,22 |                      |     |       |       |        |        |      |        |

| Platz                      | Name                 | MP   | Pkte. | Aufn. | GD     | BED    | HS   | VGD    |
| -------------------------- | -------------------- | ---- | ----- | ----- | ------ | ------ | ---- | ------ |
| 1                          | Ludo Dielis          | 10:2 | 2172  | 10    | 217,20 | 400,00 | 2010 | 689,81 |
| 2                          | Raymond Ceulemans    | 10:2 | 2291  | 17    | 134,76 | 200,00 | 388  | 417,04 |
| 3                          | Ramon Aguilera       | 8:4  | 1973  | 39    | 50,58  | 80,00  | 283  | 103,95 |
| 4                          | Francis Connesson    | 6:6  | 1531  | 20    | 76,55  | 200,00 | 304  | 185,16 |
| 5                          | Jean Bessems         | 4:8  | 1724  | 24    | 71,83  | 133,33 | 369  | 169,43 |
| 6                          | Dieter Müller        | 2:10 | 1295  | 23    | 56,30  | 66,66  | 333  | 118,25 |
| 7                          | Heinrich Weingartner | 2:10 | 997   | 31    | 32,16  | 80,00  | 197  | 61,32  |
| Turnierdurchschnitt: 73,06 |                      |      |       |       |        |        |      |        |

| Platz                     | Name                 | MP   | Pkte. | Aufn. | GD    | BED   | HS  | VGD    |
| ------------------------- | -------------------- | ---- | ----- | ----- | ----- | ----- | --- | ------ |
| 1                         | Ludo Dielis          | 12:0 | 1200  | 95    | 12,63 | 25,00 | 73  | 328,66 |
| 2                         | Raymond Ceulemans    | 10:2 | 1147  | 88    | 13,03 | 20,00 | 145 | 352,00 |
| 3                         | Francis Connesson    | 6:6  | 1033  | 106   | 9,74  | 18,18 | 99  | 194,50 |
| 4                         | Jean Bessems         | 6:6  | 1019  | 126   | 8,08  | 9,52  | 44  | 137,66 |
| 5                         | Dieter Müller        | 6:6  | 971   | 132   | 7,35  | 14,28 | 79  | 116,66 |
| 6                         | Ramon Aguilera       | 2:10 | 611   | 127   | 4,81  | 6,66  | 34  | 62,60  |
| 7                         | Heinrich Weingartner | 0:12 | 588   | 114   | 5,15  | –     | 37  | 69,00  |
| Turnierdurchschnitt: 8,33 |                      |      |       |       |       |       |     |        |

| Platz                      | Name                 | MP   | Pkte. | Aufn. | GD    | BED    | HS  | VGD    |
| -------------------------- | -------------------- | ---- | ----- | ----- | ----- | ------ | --- | ------ |
| 1                          | Raymond Ceulemans    | 12:0 | 1800  | 38    | 47,36 | 150,00 | 207 | 171,80 |
| 2                          | Ludo Dielis          | 9:3  | 1767  | 39    | 45,30 | 100,00 | 241 | 161,50 |
| 3                          | Dieter Müller        | 7:5  | 1645  | 56    | 29,37 | 100,00 | 182 | 93,91  |
| 4                          | Jean Bessems         | 6:6  | 1427  | 48    | 29,72 | 60,00  | 185 | 94,91  |
| 5                          | Francis Connesson    | 6:6  | 1392  | 52    | 26,76 | 37,50  | 149 | 81,73  |
| 6                          | Ramon Aguilera       | 2:10 | 1113  | 68    | 16,36 | 16,66  | 103 | 46,30  |
| 7                          | Heinrich Weingartner | 0:12 | 816   | 57    | 14,31 | –      | 81  | 39,24  |
| Turnierdurchschnitt: 27,82 |                      |      |       |       |       |        |     |        |

| Platz                      | Name                 | MP   | Pkte. | Aufn. | GD    | BED   | HS | VGD    |
| -------------------------- | -------------------- | ---- | ----- | ----- | ----- | ----- | -- | ------ |
| 1                          | Raymond Ceulemans    | 12:0 | 360   | 272   | 1,323 | 1,463 | 12 | 336,00 |
| 2                          | Dieter Müller        | 10:2 | 338   | 385   | 0,877 | 1,000 | 10 | 58,40  |
| 3                          | Ludo Dielis          | 8:4  | 343   | 341   | 1,005 | 1,428 | 8  | 93,33  |
| 4                          | Francis Connesson    | 5:7  | 286   | 372   | 0,768 | 1,090 | 12 | 39,06  |
| 5                          | Heinrich Weingartner | 3:9  | 271   | 394   | 0,687 | 0,857 | 10 | 28,70  |
| 6                          | Ramon Aguilera       | 2:10 | 282   | 381   | 0,740 | 0,740 | 8  | 35,33  |
| 7                          | Jean Bessems         | 2:10 | 273   | 407   | 0,670 | 0,697 | 9  | 27,00  |
| Turnierdurchschnitt: 0,843 |                      |      |       |       |       |       |    |        |